# 蘇卡法

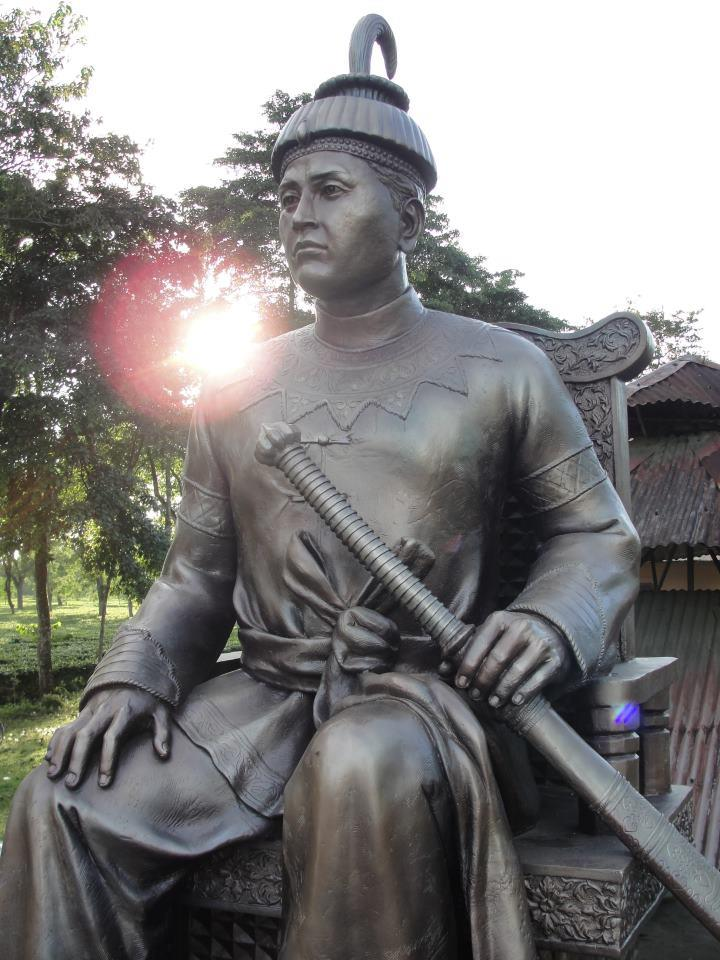
召思汗法（蘇卡法）

蘇卡法（Swôrgôdeu Saûlung Syukapha，Chaoluang Seuakafa，1189年—1268年），或譯素卡帕、纠康发、苏卡发，苏卡帕，或稱昭龍蘇卡法（昭龍意為「大王」），他是阿豪姆王國開國之君。蘇卡法是中国云南与緬甸接壤之傣族勐卯王國王子，1215年初他與三個皇后，兩個兒子一個女兒，幾個貴族和他們家庭，另帶9000男女、大象两头，马三百匹離開王國。花了13年時間越過緬甸西北帕凱山，並在1227年於潘哨山口附近征服當地的那加族建立了第一個勐，1228年進入布拉馬普特拉河定居。最先在迪潘（Tipam）建国，1251年迁至查莱碉并建都于此。之后在平地低濕之地種植水稻，人口大增。
儘管蘇卡法在通過帕凱山途中時對手下非常嚴厲，但到了布拉馬普特拉河谷後則採和解的和非對抗性的政策，他娶了當地部落首領的女兒和他們建立了友好關係，當他開始建立他的王國領域時，他避免了人口密集的地區。他鼓勵他的士兵以及阿豪姆人精英成員在當地結婚。
蘇卡法因建立的王国长達六百年而被當地阿豪姆人稱為昭龍，意為「大王」。每年12月2日，阿萨姆地区的傣族都为召思汗法（即蘇卡法）举行纪念仪式。有人认为他可能是元、明时期云南麓川首领思可法之叔。